# Fataluku

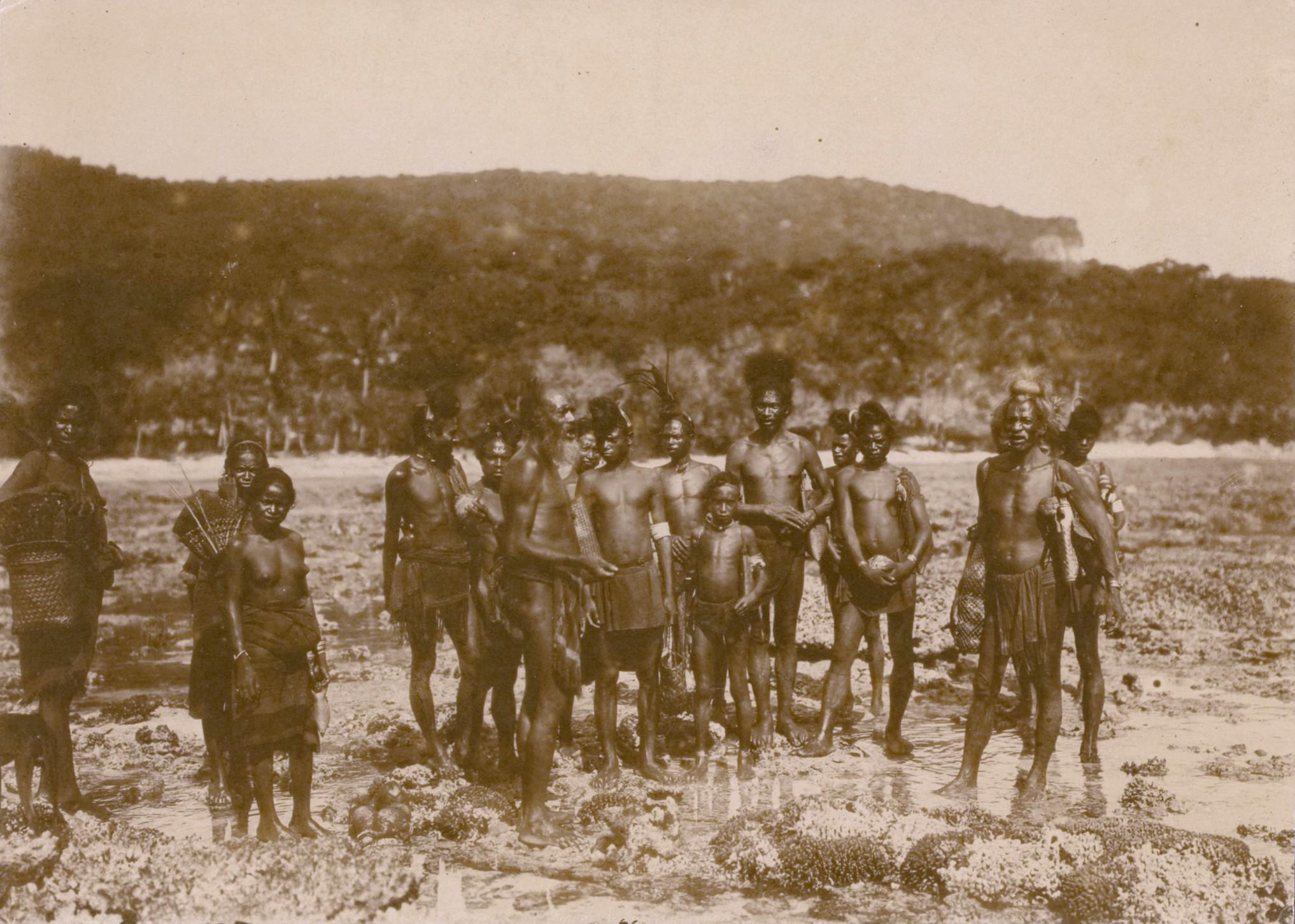
Fataluku bei Tutuala um 1900

Die Fataluku (Fatalukunu, Fataluco, Dagaga, Dagoda, Dagada) sind eine Ethnie an der östlichsten Spitze der Insel Timor in der osttimoresischen Gemeinde Lautém. 2015 zählte man 41.500 Sprecher der Sprache Fataluku. Die Bezeichnung „Fataluku“ setzt sich zusammen aus „fata“ (klar, direkt) und „luku“ (Rede). In älteren, meist portugiesischen Quellen wird die Bezeichnung Dagada verwendet, doch ist sie als Eigenbezeichnung nicht üblich. Möglicherweise ist es eine Fremdbezeichnung, die die Makasae in Baucau verwendeten.

## Übersicht

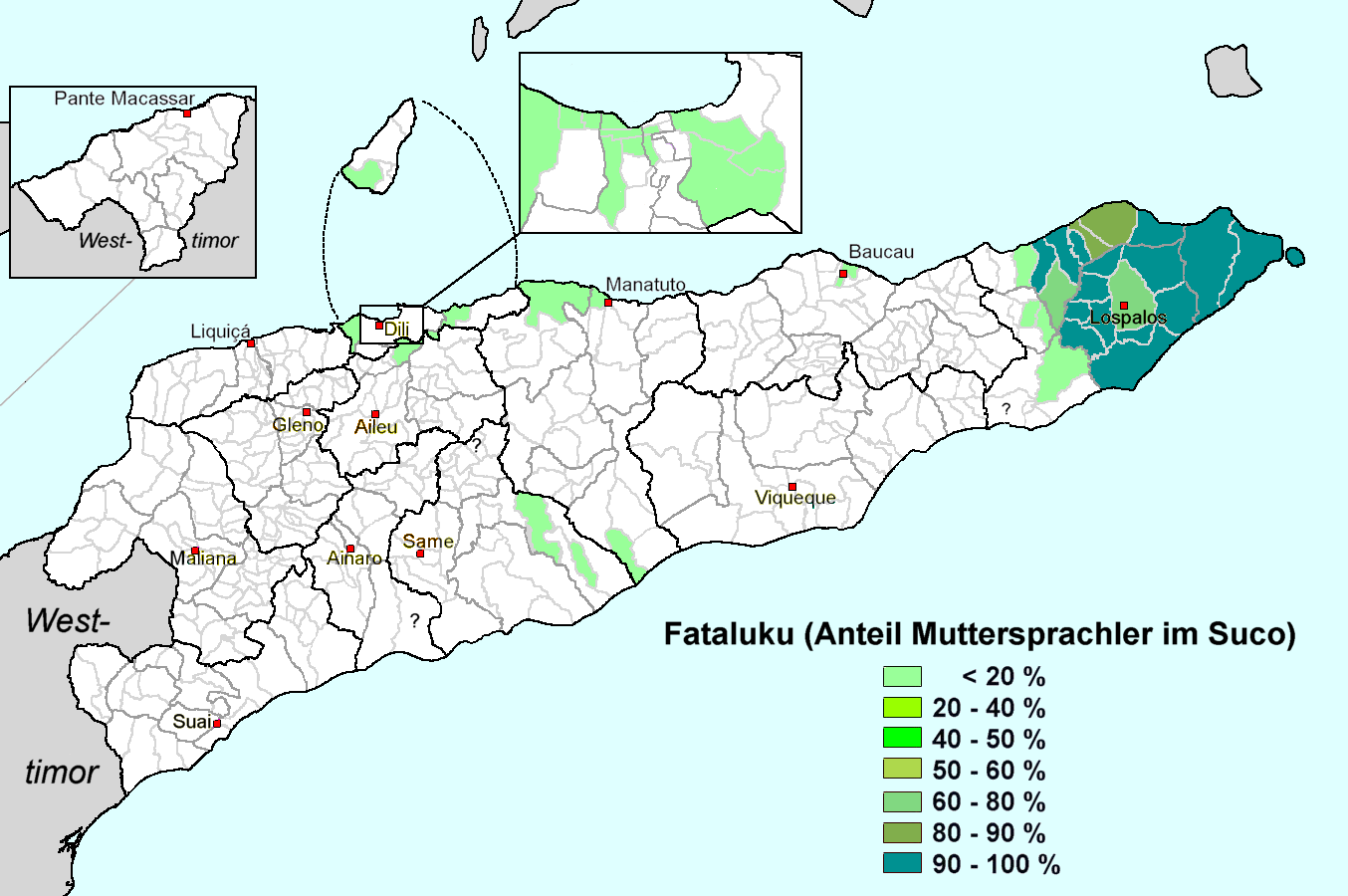
Anteil von Fataluku-Muttersprachlern in den Sucos Osttimors

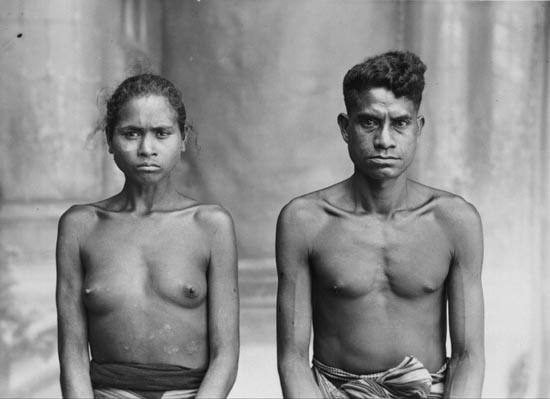
Fataluku aus Lautém im Álbum Fontoura (vor 1940)

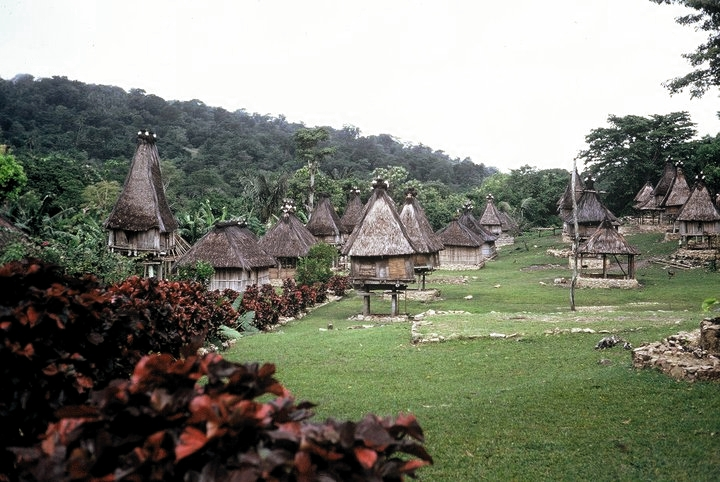
Das Fataluku-Dorf Ioro (1970)

Obwohl die Fataluku eine Papuasprache sprechen, haben sie kulturell gesehen mehr Gemeinsamkeiten als Unterschiede zu den anderen, meist austronesische Sprachen sprechenden Ethnien Osttimors. Allgemein geht man davon aus, dass die Melanesier 3000 v. Chr. nach Timor einwanderten und ab 2500 v. Chr. von nachkommenden austronesischen Gruppen teilweise verdrängt wurden. Bei den Fataluku vermutet man inzwischen, dass sie möglicherweise erst nach den Austronesiern von Osten her Timor erreichten und stattdessen diese verdrängten oder assimilierten. Die Bomberai-Halbinsel Neuguineas wird hier als Ursprung vermutet. Auch bei den Makasae wird über ein solches Szenario spekuliert.
Bei den Fataluku spielt das traditionelle, gesellschaftliche Klassensystem noch heute eine Rolle. Man unterscheidet die Schicht der Könige (Raju), die mittlere Schicht der Paca und die Unterschicht der Akanu. Nur der Schicht der Könige war der Landbesitz gestattet. Noch heute soll den Nachkommen des Liurai von Moro ein Großteil des Lands in der Gemeinde Lautém gehören.

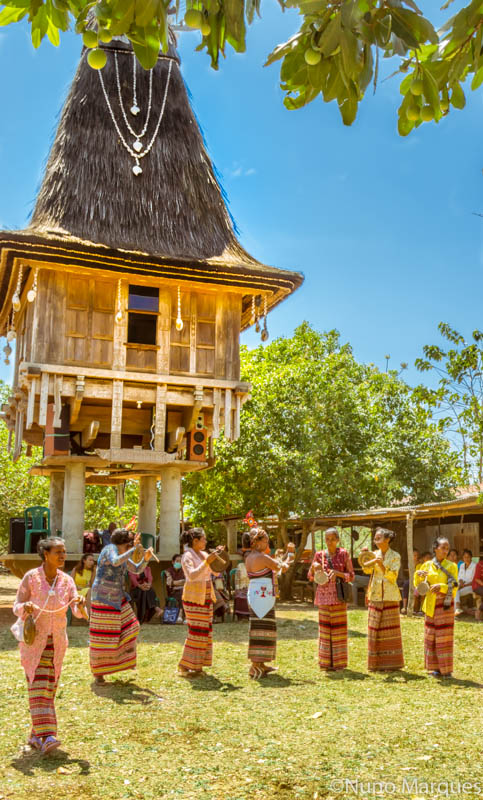
Ein heiliges Haus (Lee-teinu) in Lospalos (2014)

Wie viele der Ethnien Timors hat auch jeder Clan der Fataluku (ratu) einen entsprechenden Gründungsmythos, der von der Einwanderung der Vorfahren nach Timor erzählt. An den Anlandestellen (ia mari tulia) finden sich die Boote der Ahnen, die dort zu Stein geworden sein sollen. Diese „Steinboote“ sind zum Teil natürliche Felsformationen, teilweise wurden sie auch künstlich errichtet. Der Platz, an dem die Urahnen ihre erste Siedlung errichtet haben sollen, wurde früher mit geschnitzten Figuren eines Manns und einer Frau markiert, die in Richtung ihrer Herkunft schauten. Infolge des Krieges während der indonesischen Besatzung wurden viele dieser Figuren aber oft näher zu oder in die bestehenden Siedlungen geholt, da sie oft das Ziel von Schändungen und Vandalismus waren. An vielen Orten liegen alte Befestigungen (pamakolo oder laca) und Siedlungen auf Hügeln (lata paru), die mit den Ahnen in Verbindung gebracht werden. In ihnen finden sich Gräber der Urahnen (calu luturu) aus großen Steinen. Sie sind auch heute noch Ziel von großer Verehrung, trotz des inzwischen verbreiteten katholischen Glaubens. Eine Besonderheit bilden der Kati ratu und der Tutuala ratu. Deren Sagen erzählen, dass sie von ihrer jetzigen Heimat stammen, was darauf hinweist, dass sie möglicherweise länger auf Timor sind als andere Fataluku und von ihnen assimiliert wurden. Die Ältesten des Tutuala ratu werden traditionell „Herrn des Landes“ (mua ocawa) genannt. Ihnen fallen daher besondere Rechte und Pflichten bei Zeremonien zu. Allein im Suco Tutuala gibt es 24 verschiedene Ratus.
Fataluku-Familien haben, trotz ihres katholischen Glaubens, oft noch animistische Hausschreine (aca kaka). Rituelle Feuerstellen sorgen für den spirituellen Schutz der Mitglieder der Großfamilie. Den Ahnen werden als Nahrung (fané) Innereien und Reis geopfert oder die männlichen Familienmitglieder teilen sich „heiliges Fleisch“ (leura tei). Bei Bestattungen von alten Mitgliedern eines Clans wird von nololonocaw (Meister des Gesangs, Meister der Wörter) ein ritueller Gesang (nololo) angestimmt, in dem die Seele des Verstorbenen entlang des Pfades der Ahnen geschickt wird, um sich mit dem Ursprung zu vereinen. Manchmal sagt man, der Tote sei „gegangen, um Kokosnüsse im Land des ersten Dorfes zu pflanzen.“
Zweimal im Jahr findet bei den Fataluku an bestimmten Stellen an der Küste der Verwaltungsämter Lospalos, Lautém und Tutuala das Mechi statt, das Sammeln der Geschlechtssegmente der Meci-Würmer (Eunice viridis). Im letzten Mondviertel vom Februar findet das kleinere Mechi kiik und bei Neumond im März das große Mechi boot statt. Die Ernte dieses maritimen Ringelwurms markiert den Beginn eines neuen Jahreszyklus für die Landwirtschaft und wird in den Dörfern festlich begangen. Dabei waten die Fataluku mit Fackeln durch die seichten Stellen am Ufer, um den lichtempfindlichen Wurm zu fangen, der hier in großen Mengen ablaicht. Neben Gesang und Tanz ist auch das Festigen von Bündnissen ein wichtiger Bestandteil des Fests. Dies betrifft auch das Bündnis der rituellen Führer mit der Natur und den Geistern und das Bündnis zwischen den politischen Führern und der Bevölkerung. Die Würmer werden roh mit Chili und Zitrone mariniert und gelten als Salat als Delikatesse. Daneben werden bei dem Festmahl Fisch, Mais, Reis, Bohnen, Palmwein und Betelnüsse gereicht. Die rituellen Opfergaben am Tag nach der Ernte werden fane, das „Füttern der Geister“, genannt.
Seit der Unabhängigkeit Osttimors 2002 haben sich verschiedene alte Traditionen wiederbelebt, so das Tara Bandu, das rituelle Verbote über bestimmte Orte verhängt. Sie werden „bewachte Gebiete“ (téi) genannt. Zum Beispiel ist prinzipiell das Betreten und das Fischen bei der Insel Jaco verboten. Allerdings setzt man sich immer wieder über das Verbot hinweg, um Touristen auf die Insel zu bringen. Nur an das Übernachtungsverbot hält man sich weitgehend. Während der indonesischen Besatzungszeit (1975–1999) waren solche Traditionen, wie auch das Mechi, verboten.
Die Téis werden regelmäßig von Mitgliedern des jeweils zugehörigen Rates besucht. Reis, Eier, Schweinefleisch, Palmwein, aber auch lebendige Hühner und Schweine werden hier geopfert, um für Fruchtbarkeit und das Wohl von Menschen und dem Land zu bitten. Das Betreten der Téi, ohne ein Mitglied des zugehörigen Ratus, beschwört nach dem Glauben der Fataluku Unheil herauf.

## Musik

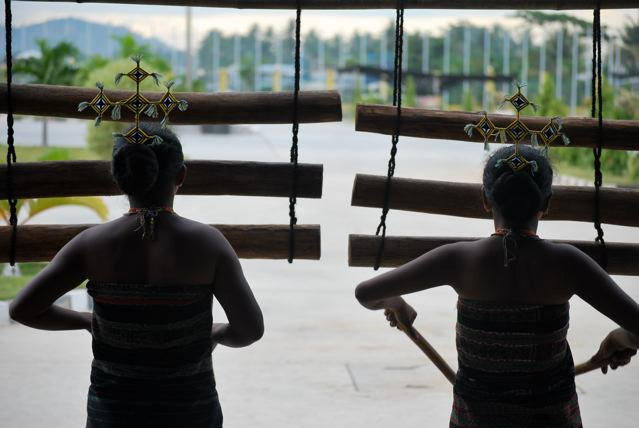
Kakalo'uta, ein traditionelles Instrument der Fataluku

Bei den Fataluku werden traditionell verschiedene Musikinstrumente verwendet. Dazu gehören die Oi-Oil (Bambusflöte), Keko und Fara-Fara (Bambustrompeten), die oboenähnliche Moto Me'n-Me'n, die Pepur (eine Maultrommel aus Bambus) und das Puhu-Puhu (Schneckenhorn). Das Kakalo'uta oder Kakal ist eine Art Xylophon, dessen Klangkörper aufgehängt werden. Letzteres wird auch bei zeremoniellen Anlässen verwendet, während die anderen Instrumente hauptsächlich bei Soloauftritten benutzt werden.

## Traditionelle Kleidung

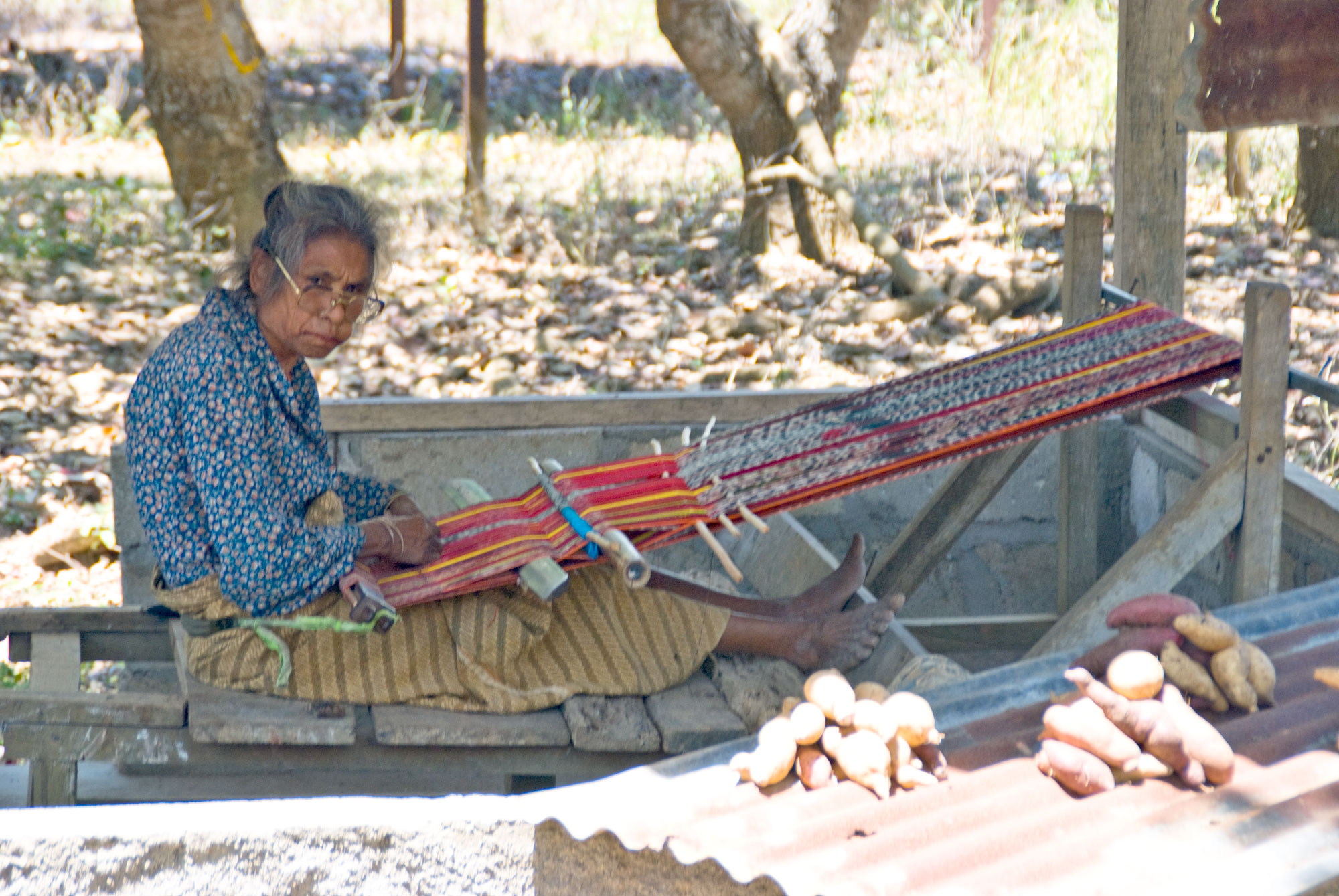
Weberin in Lospalos

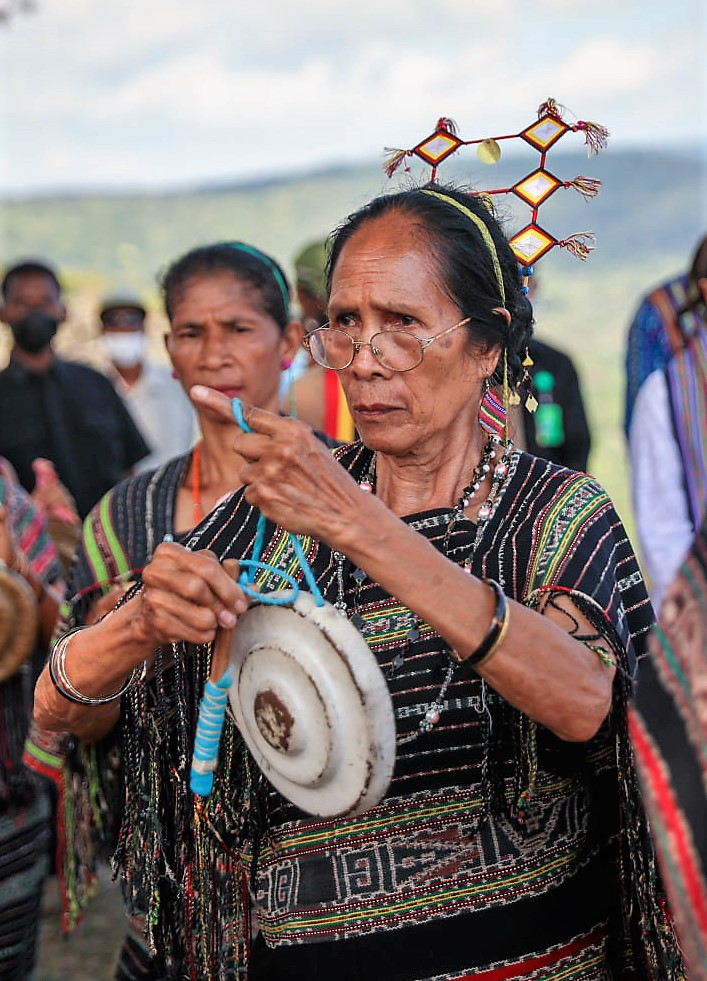
Tänzerin in Tutuala

Die allgemein in Osttimor „Tais“ genannten Webstoffe heißen auf Fataluku „Lau“. Der Ortsname „Lautém“ leitet sich ab von der Bezeichnung „Heiliges Tuch“ auf Fataluku. Die Stoffe für Männer werden Nami Lau oder Lau Sekuru genannt. Er wird entweder um die Hüfte gewickelt oder über die Schultern gelegt. Die schlauchförmigen Wickelröcke für Frauen heißen Tupur Lau oder Lau Tupurarhini. Sie trägt man um die Hüfte oder die Brust gewickelt oder auch als Schultertuch in zwei bis drei Schichten. Die Anzahl der Lau und in welcher Reihenfolge man sie trägt, ist abhängig vom Wert der einzelnen Stoffe. Beide Kleidungsstücke werden aus zwei Einzelstoffen zusammengenäht. Die Lau werden in besonderen Körben mit Deckel gelagert: den runden Poko oder Leu Kaisala. Ein Blatt Tabak oder Kampher dient als Insektenschutzmittel. Da Lau nicht gewaschen werden können, hängt man die Stoffe nach dem Tragen eine halbe Stunde in die Sonne.
Die am häufigsten bei den Fataluku verwendeten Pflanzen zum Färben sind die Wurzel des Nonibaums (morinda citrifolia), die Blätter der Charunu-Pflanze aus der Gattung der Indigofera und Roko-Roko (Caesalpinia sappan für Rottöne). Dazu kommen eingeführte, synthetische Farben. Neben Ikat (Fataluku: Sisirana) und Sotis (Fataluku: kei’ lana) werden drei weitere Techniken benutzt: mit einem zusätzlichen Schussfaden (Rata Hurana), einem zusätzlichen Kettfaden (Ter) und die Bildwirkerei (porosana).
Bei den Motiven greift man bei den Fataluku auf Objekte aus der eigenen Umgebung zurück. Beim Fatu Hoi Lu werden die Muster der Schnitzereien der Heiligen Häuser (Fataluku: Lee-teinu) übernommen. Vata Asa Kai Kai Roko zeigt Details von Blättern der Kokospalme. Auch andere Blätter, Blumen und Tiere können als Vorbild dienen, ebenso aber auch Kämme, Armbänder oder die traditionellen Feuerstellen mit drei Steinen. Manche Motive sind bestimmten Familien, Kasten oder Dorfgemeinschaften vorbehalten. Einige Motive gelten als heilig, zum Beispiel wenn sie einen Bezug auf heilige Stätten wie die Höhle von Ile Kére Kére, mit ihren vorgeschichtlichen Felszeichnungen, nehmen. Zu den heiligen Motiven gehört zum Beispiel Ifi Lau, ein Wurmmuster, das mit der Geschichte der Fonseca-Familie aus Tutuala verbunden ist.